# Ram Vilas Paswan
Ram Vilas Paswan (Khagaria, 5 luglio 1946 – Nuova Delhi, 8 ottobre 2020) è stato un politico indiano.

## Biografia
Eletto per la prima volta parlamentare nel 1974, divenne Ministro degli Affari Sociali nel 1989 e Ministro dei Trasporti nel 1996.
Paswan è morto nel 2020, mentre in carica come ministro per l'alimentazione del Governo Modi II, dopo una lunga malattia.